# Volker Böhringer
Volker Böhringer (* 7. November 1912 in Eßlingen am Neckar; † 9. Oktober 1961 ebenda) war ein deutscher Maler und Grafiker der der Neuen Sachlichkeit und dem Surrealismus nahe stand.

## Leben
Kindheit und Jugend

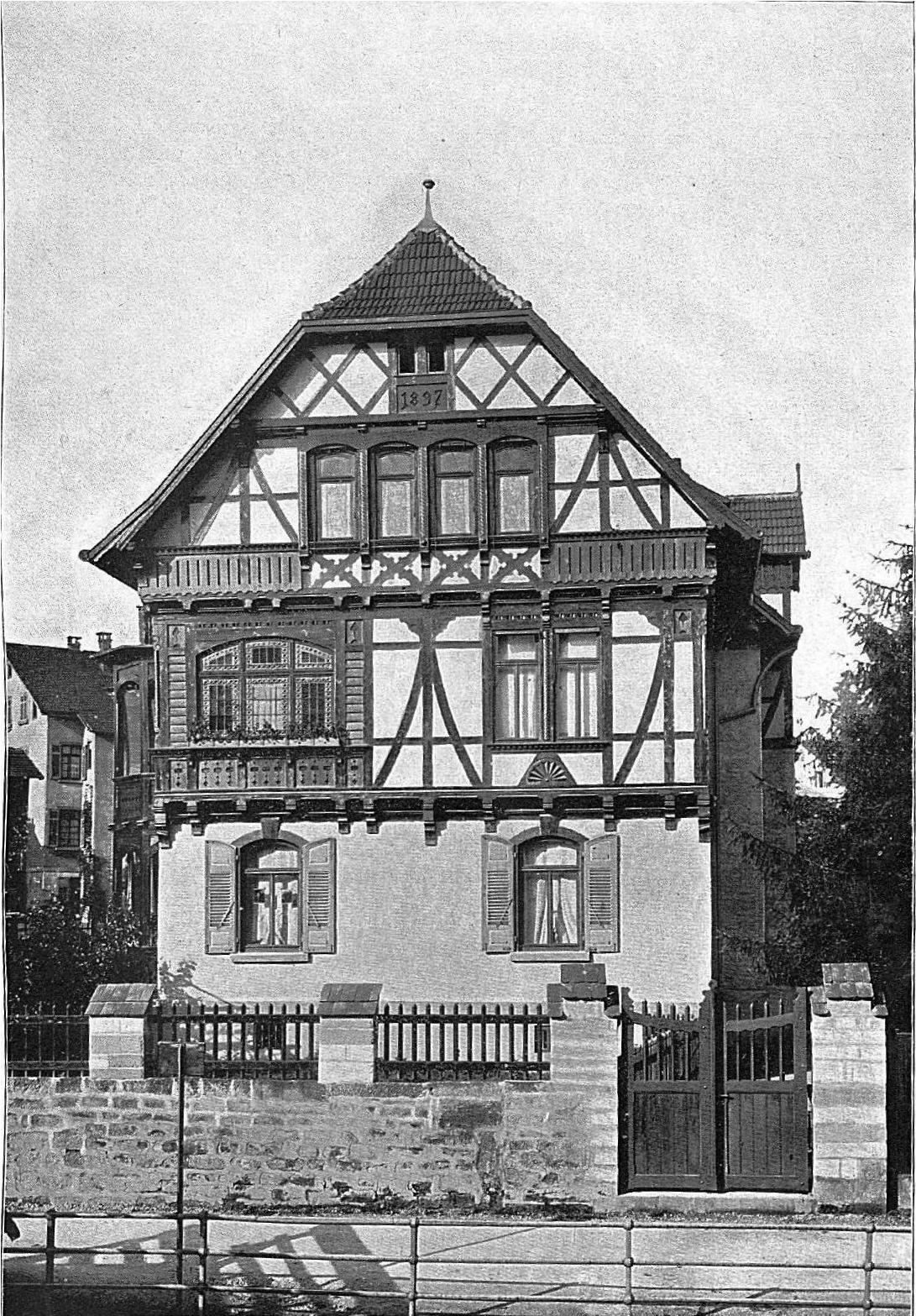
Das Geburtshaus Böhringers in Esslingen, Wehrneckarstraße

1912 wurde Volker Böhringer als jüngstes von fünf Kindern des Realoberschullehrers Georg-David Böhringer und seiner Frau Anna Friederike geboren. 1929 begann er sein Studium an der Württembergischen Staatlichen Kunstgewerbeschule in Stuttgart bei Ernst Schneidler. 1930 wechselte er an die Akademie und setzte sein Studium, ab 1933 als Meisterschüler, bei Hans Spiegel fort.
Nationalsozialismus
In der Zeit des Nationalsozialismus weigerte sich Volker Böhringer 1937, in den Bund Deutscher Maler und Graphiker – einer Fachgruppe innerhalb der Reichskammer der bildenden Künste – einzutreten, und erhielt daraufhin Arbeits- und Ausstellungsverbot. Heimlich malte er im elterlichen Hause weiter, bis ihn eine schwere Lungenerkrankung zwang, mehrere Jahre in Sanatorien zu verbringen. In dieser Zeit, 1944 bis 1947, war sein Schaffen auf Zeichnungen beschränkt. Nach der Resektion von acht Rippen und einer Thorakoplastik wurde er 1948 entlassen und lebte nach dem Tode der Eltern zunächst von Sozialhilfe bei einer Freundin der Familie.
Nachkriegszeit
Kurz nach 1945 interessierte man sich besonders in der Schweiz für die in Deutschland unter der Diktatur entstandene Kunst, soweit sie nicht dem Propagandastil angepasst war. 1947 wurde die Ausstellung „Moderne Deutsche Kunst seit 1933“ im Kunstmuseum Basel und in der Kunsthalle Bern gezeigt. Böhringer war mit den großformatigen Gemälden „Wartende“ von 1935 und „Hafenbild“ von 1944 vertreten. Auch in der 1949 in Zürich veranstalteten Schau unter dem Titel „Kunst in Deutschland 1930 – 1949“ konnte Böhringer zwei große Bilder zeigen. 1949 nahm Böhringer an der Ersten Allgemeinen Deutschen Kunstausstellung in Dresden teil. Von der Presse jener Tage wurde der junge Maler gefeiert. So nannte ihn das Berner Abendblatt unter den Surrealisten „an erster Stelle“. Die Weltwoche zählte ihn zu „den einzigen, die etwas vom Schicksal Deutschlands in jenen Jahren ahnen lassen“, und die Basler Nationalzeitung sprach von dem „erstaunlichen Volker Böhringer, der genau die Bilder gemalt hat, die man von Dix erwartet hätte“.
Letzte Jahre
Diese Erfolge setzten sich jedoch im Deutschland der Nachkriegszeit, wo schon bald die ungegenständliche Kunst vorherrschte, nicht fort. Böhringer blieb ein Außenseiter. In seiner Malerei wandte er sich in den 1950er Jahren zunehmend religiösen Themen zu. Erst kurz vor seinem Tod hatte Böhringer1960 seine erste Einzelausstellung in Esslingen (Landolinshof) und eine gemeinsame Ausstellung mit Otto Dix in Heilbronn (Kunstverein) 1961 starb Böhringer im Alter von 49 Jahren an Herzversagen.

## Kunst
Industrielandschaft und Maschinenwelt
Die Auseinandersetzung mit der Maschinisierung der Lebenswelt zieht sich als roter Faden durch das künstlerische Werk Volker Böhringers. In seiner Heimat, dem mittleren Neckartal und dem Filstal hatte Böhringer die rasante Umwandlung einer zuvor lieblichen Flusslandschaft zum hochtechnisierten Industriegebiet vor Augen. In landwirtschaftlich genutzten Flussauen mit beschaulichen Dörfern und Kleinstädten siedelten Mittel- und Großbetriebe, Daimler-Benz, Maschinenfabrik Esslingen und viele andere. Trotz seiner kritischen Einstellung gegenüber der übermächtigen Technik und Maschinenwelt einerseits war Böhringer andererseits von allem Technischen fasziniert. Er baute Modelldampfmaschinen und zum eigenen Gebrauch einen Radioempfänger. Auch seine Industriegrafiken zeigen ein außerordentliches Verständnis für Maschinen und technische Geräte.
Maltechnik
Zur Vorbereitung seiner Bilder zeichnete Volker Böhringer entweder direkt auf die Hartfaserplatte oder entwarf Skizzen, die er im Maßstab 1:1 auf Packpapier übertrug und auf die vorgeleimte, weiß grundierte Platte pauste. Er trug Ölfarbe, Tempera, zumeist aber Kaseinfarbe in einer Mischtechnik auf. Mehrere seiner Bilder weisen plastische Hervorhebungen auf. Diese erreichte er durch den Auftrag von bis zu 40 Schichten einer Grundiermasse, bis die gewünschten Reliefs durch Aussparen, Einsetzen, Abschleifen und Glätten entstanden. Dann erfolgte die Bearbeitung mit Stichel und Rasierklinge, um die Binnenkonturen aus der Fläche des Malgrundes herauszuschneiden. Technische Besonderheit ist die häufige Verarbeitung von Blattgold- und Silberfolien, die er vor dem Farbauftrag auflegte. „Ein langwieriger Auftrags- und Trocknungsprozess war dabei erforderlich und ein sorgfältiger Umgang mit den Materialien. Böhringer zeichnet sich als ein handwerklich hervorragender Künstler aus. Mit seinem Farbauftrag, bei dem kein Pinselstrich zu sehen ist, hielt er an altmeisterlicher Tradition fest.“ (zitiert nach Schrifttafel in der Ausstellung Esslingen 2006). Die altmeisterliche, mit höchster Sorgfalt ausgeführte Lasurmalerei, mit der Böhringer 40 bis 50 Schichten fein übereinanderlegt, entwickelt er in den 40er Jahren weiter zur sogenannten „Skulpto-Malerei“, wie Röttger es nennt (Röttger 1987, S. 49). Dabei sind markante Bilddetails so behandelt, dass sie plastisch hervortreten.
Volker Böhringer und Otto Dix
Als Volker Böhringer 1929/30 sein Akademiestudium begann, war ihm Otto Dix, der auf dem Höhepunkt seines Schaffens stand, „leuchtendes Vorbild“. Umso größer war seine Enttäuschung als Dix nach 1933 sich gezwungen sah, die Flucht in die Landschaftsmalerei anzutreten. In einem 1943 an den Schriftsteller Hans Georg Breuer gerichteten Brief schildert Böhringer die Wandlung seiner Einstellung zu Dix: „…Otto Dix war mir in meinen Anfängen ‚leuchtendes Vorbild‘. Mehr noch: Fanfare! Leider musste man nach dem ‚Umbruch‘ erleben, dass das Klangbild ein ganz anderes wurde. Die Fanfarenstöße wichen dem Tuten in eine Kindertrompete. Ach, welche Enttäuschung für mich damals!... Die Sache (die bildkünstlerische Gestaltung des Maschinenzeitalters) war von Dix schmählich aufgegeben worden. Ich empfand es wie Verrat.“ Während in den 1930er Jahren Böhringer zu Otto Dix aufgesehen hatte, wurde nach 1945 Dix auf Böhringer aufmerksam. Dix sprach von den „gut gemalten Bildern Böhringers, an denen man nicht vorbei gehen könne“ (Conzelmann 1976, S. 3). Im Jahr 1960 stellten die Künstler gemeinsam im Kunstverein Heilbronn aus.

## Werke in öffentlichen Sammlungen (Auswahl)
- Düsseldorf, Stiftung Museum Kunstpalast: Gaskessel (1944)
- Esslingen, Kunstverein
- Esslingen, Städtische Galerie
- Städel Museum, Frankfurt am Main: Ländliche Idylle (1935)
- Städtische Galerie Karlsruhe: Der betende Henker (1944)
- Kunstmuseum Stuttgart
- Staatsgalerie Stuttgart

## Ausstellungen (Auswahl)
E = Einzelausstellung
- 1946 Dresden, Allgemeine Deutsche Kunstausstellung
- 1949 Zürich, Kunsthaus, „Kunst in Deutschland 1930 – 1949“
- 1949 Dresden, „2. Deutsche Kunstausstellung“
- 1949/50 Ausstellung der „Cultural Institutions“ des „Office of Land Commissioner for Wuerttember-Baden“ in Stuttgart, Schwäb. Gmünd, Geislingen, Heidenheim, Ulm, Karlsruhe, Pforzheim, Schwäb. Hall, Heilbronn, Berlin., „Aquarelle deutscher Maler“
- 1950 Esslingen, Altes Rathaus, „Esslinger Maler und Bildhauer“
- 1952 Stuttgart, Württembergischer Kunstverein zusammen mit Heinrich Wildemann (E)
- 1952 Düsseldorf, Ehrenhof, Kunstausstellung Eisen und Stahl
- 1953 Acron/Ohio
- 1953 Hamm/Westfalen, Gustav-Lübcke-Museum, „Die Industrie in der Kunst der Gegenwart“
- 1954 Hannover, Kunstverein, „Arbeit, Soziales, Beruf in der Kunst“
- 1954 Darmstadt, Mathildenhöhe, „Das Bild der Landschaft 1945-1954“
- 1955 Baden-Baden, Staatliche Kunsthalle, Frühjahrsausstellung Künstlerbund Baden-Württemberg
- 1955 Stuttgart, Württembergischer Kunstverein
- 1958 Stuttgart, Galerie Senatore, zusammen mit H. Fähnle, M. Köhler, R. Müller und F. Ruoff (E)
- 1960 Esslingen, Landolinshof (E)
- 1960 Heilbronn, Kunstverein, zusammen mit Otto Dix (E)
- 1961 Stuttgart, Galerie der Stadt Stuttgart, Wiedereröffnung im Kunstgebäude
- 1962 Heilbronn, Kunstverein, Gedächtnisausstellung (E)
- 1963 Stuttgart, Staatsgalerie
- 1964 Stuttgart, Württembergischer Kunstverein (E)
- 1966 Stuttgart, Galerie Maercklin
- 1971 Stuttgart, Württembergischer Kunstverein, „Realismus zwischen Revolution und Machtergreifung 1919-1933“
- 1974 München, Galleria del Levante, „Ölbilder und Gouachen aus der Neuen Sachlichkeit“
- 1974 St. Etienne, „Neue Sachlichkeit“
- 1975 Parma, Galleria della Rocchetta
- 1975/76 Esslingen, Esslinger Kunstverein (E)
- 1977 Wien, Museum des 20. Jahrhunderts, „Neue Sachlichkeit und Realismus – Kunst zwischen den Kriegen“
- 1978 Berlin, Akademie der Künste, „Kunst zwischen Widerstand und Anpassung“
- 1978 Mailand, Aspetti della nuova oggettività tedesca
- 1980 München, Galleria del Levante, „Stilleben und Landschaftsbilder der Neuen Sachlichkeit“.
- 1980 München, Stadt. Galerie im Lenbachhaus, „Kunst und Technik in den 20er Jahren“
- 1981, Karlsruhe, Galerie der Stadt Karlsruhe zur Eröffnung des Prinz-Max-Palais
- 1987 Esslingen, Galerie der Stadt Esslingen (E)
- 1990 - 1996 Wanderausstellung, „From Expessionism to Resistance, Art in Germany 1909 - 1936“, The Janet and Marvin Fishman Collection
- 2006, Esslingen, Stadtmuseum, in Kooperation mit der Villa Merkel, „Real-Surreal. Bilder aus dem Werk von Volker Böhringer.“
- 2017, Stuttgart, Galerie Valentien, „Volker Böhringer und Franz Lenk“